# Episodi di Soko 5113 (ventesima stagione)
La ventesima stagione della serie televisiva Soko 5113 è stata trasmessa in anteprima in Germania dalla ZDF tra il 19 settembre 2001 e il 5 dicembre 2001.
| nº | Titolo originale      | Titolo italiano | Prima TV Germania | Prima TV Italia |
| -- | --------------------- | --------------- | ----------------- | --------------- |
| 1  | Ludwig der Letzte     |                 | 19 settembre 2001 |                 |
| 2  | Alleingang            |                 | 26 settembre 2001 |                 |
| 3  | Tot an der Fahne      |                 | 10 ottobre 2001   |                 |
| 4  | Besessen              |                 | 17 ottobre 2001   |                 |
| 5  | Schachmatt            |                 | 24 ottobre 2001   |                 |
| 6  | Bodenlos              |                 | 31 ottobre 2001   |                 |
| 7  | Eingeschlossen        |                 | 7 novembre 2001   |                 |
| 8  | Pizza Amore           |                 | 14 novembre 2001  |                 |
| 9  | Ein mörderischer Fall |                 | 21 novembre 2001  |                 |
| 10 | Nach dreißig Jahren   |                 | 28 novembre 2001  |                 |
| 11 | Unter Zwang           |                 | 5 dicembre 2001   |                 |